# Vinaigre
Pour les articles homonymes, voir Vinaigre (homonymie).

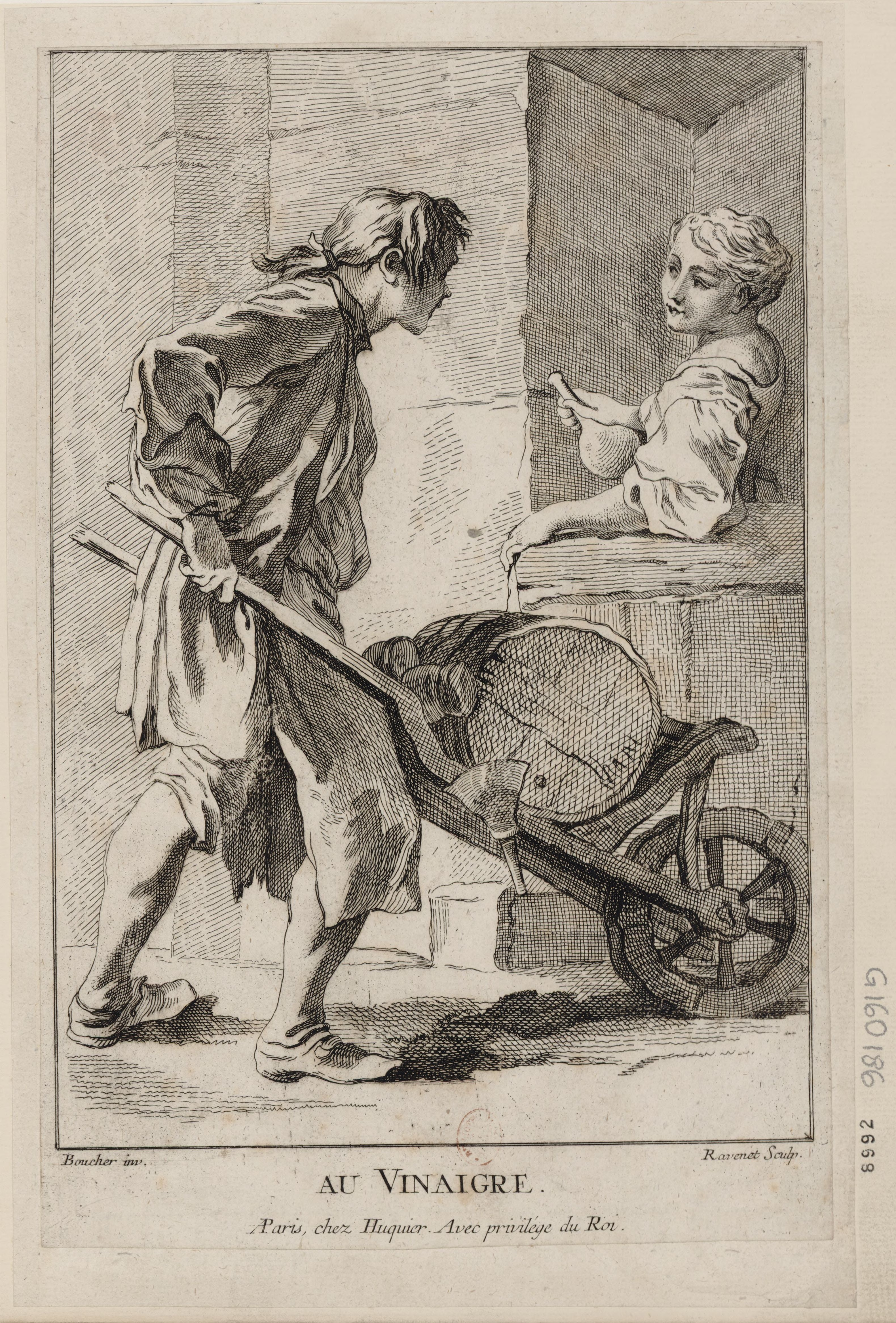
Au vinaigre de François Boucher (1761).

Le vinaigre est une solution aqueuse à faible teneur d'acide acétique, qui entre principalement dans l'alimentation humaine comme condiment et conservateur alimentaire. Le vinaigre d'alcool déshydraté en cristaux est un nettoyant préservant l'environnement.
Il résulte d'une acescence, consistant en une transformation organochimique d'une solution aqueuse d'éthanol exposée à l'air, dont l'origine est une fermentation acétique produite par oxydoréduction microbiologique.
Le vinaigre contient donc un pourcentage d'acide acétique — pouvant être mesuré — et l'essentiel de l’éthanol a disparu ou ne subsiste que sous forme de traces d'alcool.

## Historique

### Étymologie
Le nom « vinaigre » provient de « vin aigre », le vin étant l'une des boissons alcoolisées les plus usuelles pour élaborer un vinaigre.

### Avant les travaux scientifiques
5 000 ans av. J.-C., le vinaigre était utilisé comme condiment et pour la conservation, par les Babyloniens, d'après Agriculture et agro-alimentaire Canada.
Dès 2 000 ans av. J.-C., le vinaigre est utilisé pour les blessures.
La Bible fait référence au vinaigre, en particulier le Livre de Ruth : « Le nazir s'abstenait non seulement du vin et de toute boisson fermentée, mais aussi du vinaigre… ». Dans l'Antiquité, le vinaigre de raisin ou de palme était principalement consommé pour ses vertus désaltérantes. Sous la Rome antique, la posca était un vinaigre étendu d'eau et adouci au jaune d'œuf : la Sainte Éponge imbibée de cette dernière est tendue à Jésus de Nazareth pour le désaltérer lors de sa crucifixion.
Avant les travaux scientifiques, le vinaigre était principalement utilisé pour ses propriétés antiseptiques : Antoine Maille aurait enrayé la Grande Peste de 1720 à Marseille avec son vinaigre des quatre voleurs. Le fondateur de la marque Maille s’est fait connaître des plus grandes cours européennes avec ses vinaigres pour les cheveux, les boutons, la voix, les vapeurs, les bains. À la même époque, on utilisait aussi le vinaigre pour purifier l’eau de la Seine avant de la boire ou bien pour étancher sa soif.

### Travaux scientifiques
Au début du XVIIIe siècle, Georg Ernst Stahl identifie la fermentation acétique de l'éthanol, puis Herman Boerhaave met en évidence la différence entre cette dernière et la fermentation alcoolique. En 1822, Christiaan Hendrik Persoon attribue l'acescence à un biofilm cellulosique qu'il dénomme Mycoderma aceti (littéralement : peau de champignon du vinaigre) : la « mère de vinaigre ». Louis Pasteur, alors au service des vinaigriers français, met en évidence les processus de fermentation alcoolique et de fermentation acétique. En 1864, il identifie l'une des espèces de bactéries acétiques à l'origine de cette dernière : Acetobacter aceti. Après Pasteur, d'autres chercheurs (Hansen, Duclaux, Henneberg…) identifient d'autres espèces de bactéries acétiques.

## Élaboration des vinaigres

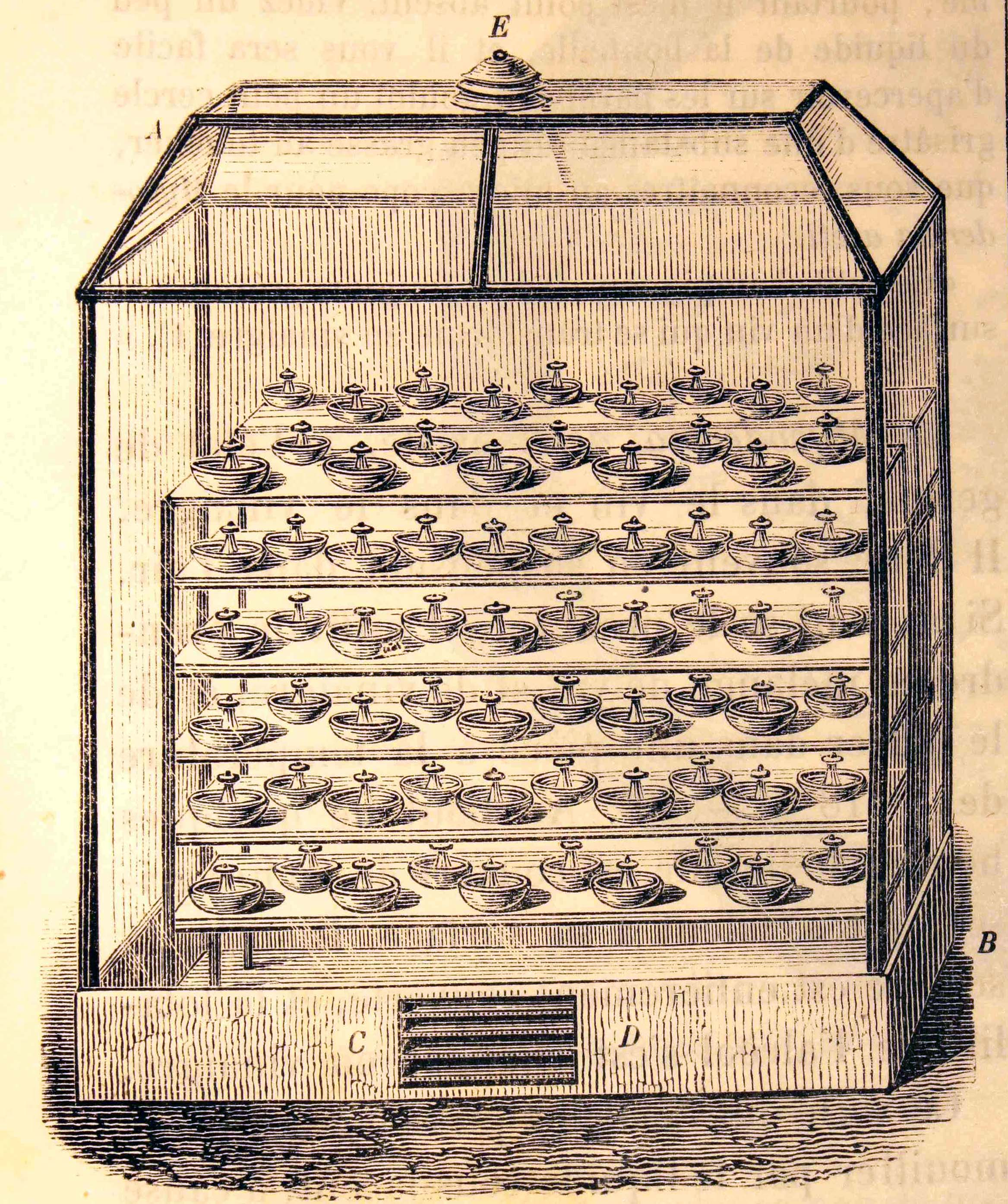
Appareil pour la fabrication du vinaigre par la méthode chimique de Döbereiner

### Processus d'acescence

#### Principe de l'acescence
Dans une solution aqueuse d'éthanol (telle qu'une boisson alcoolisée) ou de glucides non fermentés (telle qu'un moût) exposée à l'air, la fermentation acétique produite par des bactéries acétiques aérobies contribue à l'acidité volatile, particulièrement dans celles résultant directement d'une fermentation alcoolique où subsistent des glucides : vin, bière, saké, cidre, poiré, hydromel, vin d'érable, vin de palme, bière de banane…
Au-delà d'un taux critique d'acidité volatile, la fermentation acétique est à l'origine d'une acescence conduisant au vinaigre, une colonie de bactéries acétiques s'organisant en un biofilm lors de ce processus. En outre, Gluconobacter oxydans peut produire des polysaccharides (glucane, lavane…) lors d'un élevage, rendant ainsi le milieu visqueux.
Au-delà d'un taux critique spécifique d'acide acétique dans l'acidité volatile, une solution aqueuse d'éthanol peut subir une piqûre acétique par estérification à partir de l'acide acétique et de l'éthanol produisant de l'acétate d'éthyle.

#### Microbiologie du processus d'acescence

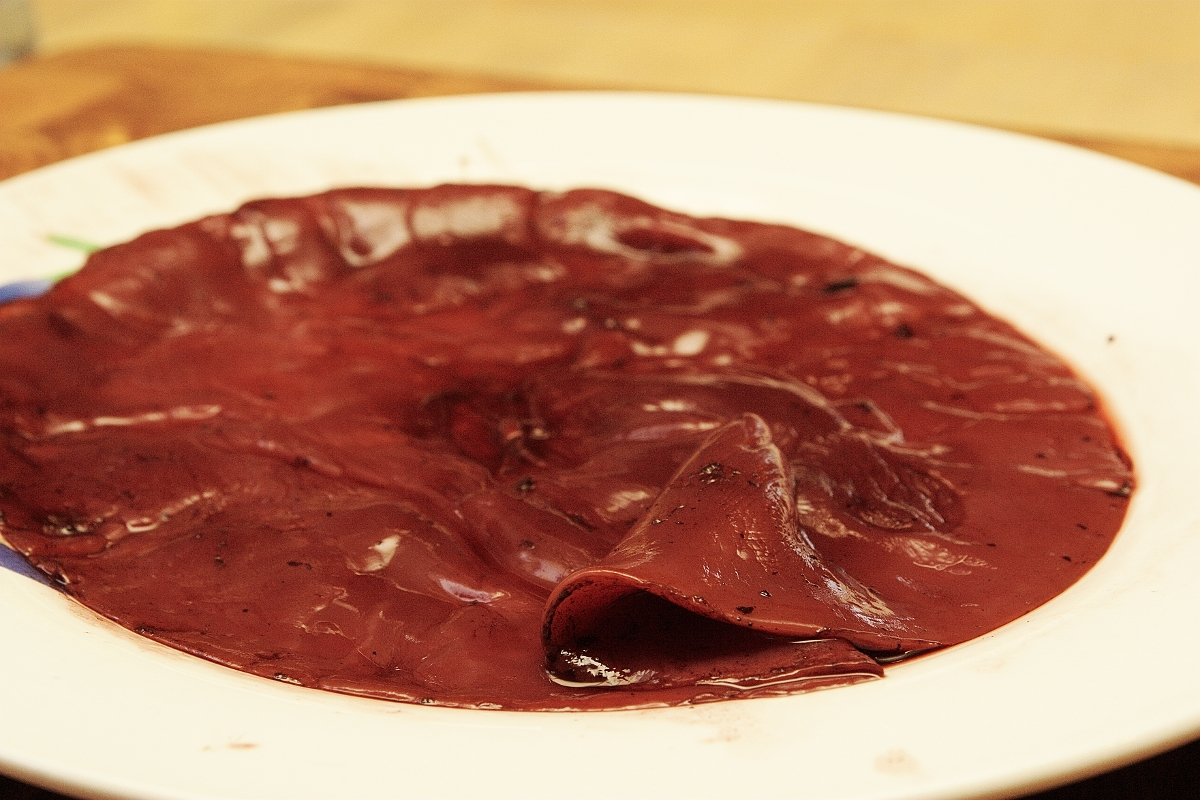
Mère de vinaigre.

Des colonies de bactéries acétiques très tolérantes à l'éthanol et à l'acide acétique interviennent dans l'acescence d'une solution aqueuse d'alcool éthylique issue de la fermentation alcoolique d'un moût : mélasse pour le vinaigre d'alcool, moût de raisins pour celui de vin, sirop d'orge malté pour celui de bière, moût de pommes pour celui de cidre, moût de poires pour celui de poiré, moût de miel pour celui d'hydromel, moût de riz pour celui de riz, moût de banane-poyo pour celui de bière de banane, vesou pour celui de canne…
Des colonies de certaines espèces de bactéries acétiques interviennent en vinaigrerie dans l'acescence de solutions aqueuses d'alcool éthylique. Elles s'organisent en un biofilm dénommé mère de vinaigre en présence d'air dans un contenant non ouillé, notamment un vinaigrier pour l'élaboration domestique du vinaigre.
Outre les bactéries acétiques intervenant dans l'élaboration des vinaigres de vin et d'alcool, Acetobacter pomorum intervient principalement dans l'élaboration des vinaigres de cidre et de poiré, Acetobacter lambici dans celle du vinaigre de bière, Acetobacter papayæ dans celles des vinaigres de fruits tropicaux dont le moût a subi une fermentation alcoolique : vinaigre d'ananas, de banane-poyo, de fruit de la passion, de corossol, de papaye, de mangue…
Dans certaines boissons alcoolisées s'apparentant à un vinaigre telles que la kombucha, certaines espèces de bactéries acétiques peuvent à l'instar de Gluconoacetobacter kombuchæ se développer en symbiose avec certaines levures : Schizosaccharomyces pombe, Brettanomyces bruxellensis, Torulaspora delbrueckii, etc.
Le catabolisme oxydatif des bactéries acétiques étant de type aérobie, la fermentation acétique ne qualifie pas une fermentation au sens strict, leur respiration cellulaire relevant d'une chaîne respiratoire membranaire.

### Processus microbiologique industriel

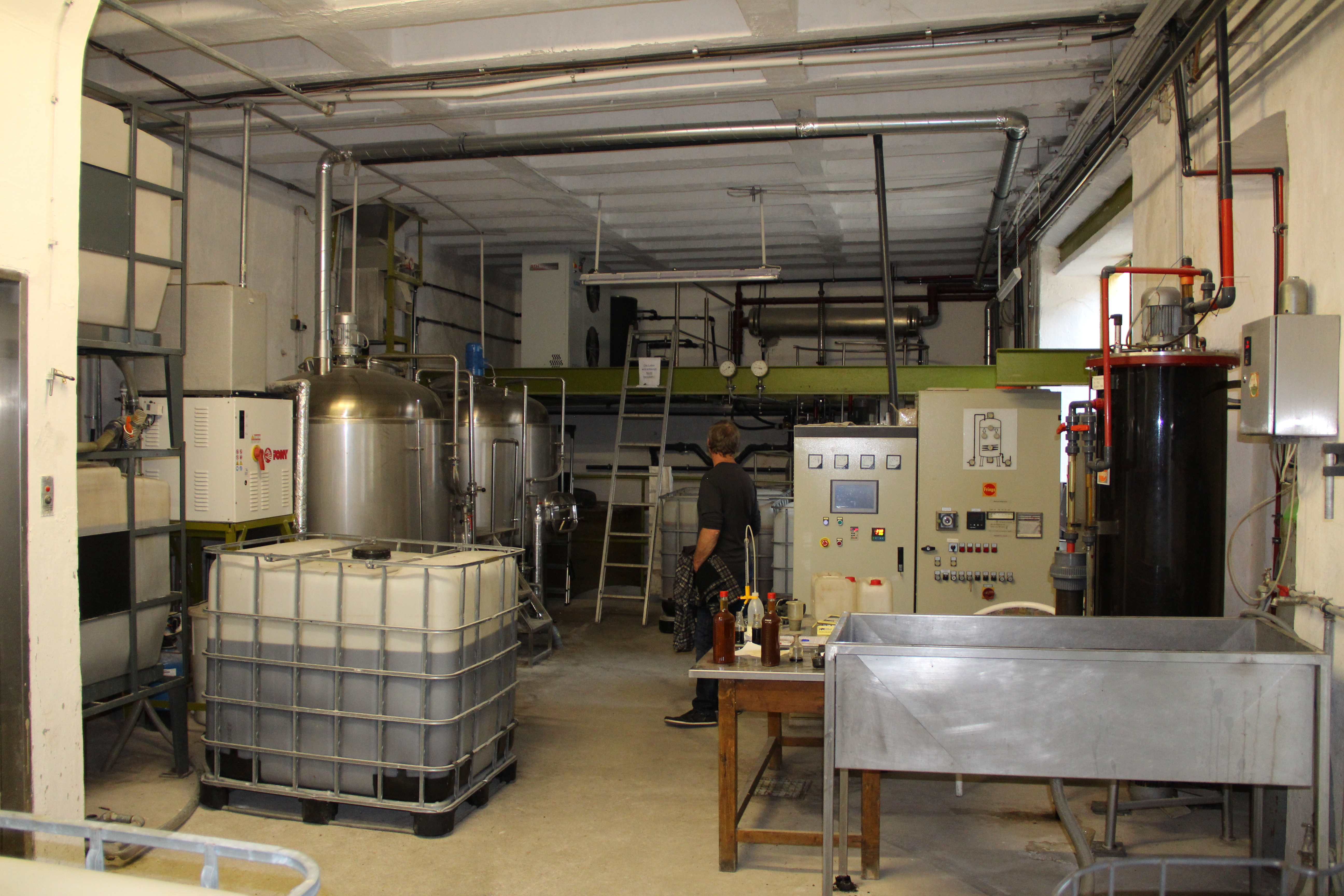
Deux fermenteurs de type Acetator en inox de Frings Automation.

Déposée sur une surface de 1 m2, une colonie de Gluconoacetobacter europaeus (particulièrement tolérante à l'éthanol et à l'acide acétique) constitue un biofilm de 0,5 g/m2 (à l'état sec) en 24 heures à 20 °C. En 48 heures, une seule bactérie produit son propre poids en acide acétique à condition de disposer d'une grande quantité d'oxygène ou d'un accepteur d'hydrogène (notamment du bleu de méthylène).

### Composition du vinaigre issu d'une solution aqueuse d'éthanol
La plupart des vinaigres issus d'une solution aqueuse d'éthanol ont une teneur en acide acétique d'environ 5 à 8 % en masse ainsi que de faibles teneurs en acide tartrique et acide citrique. Le potentiel hydrogène ou pH de ces vinaigres est généralement de l'ordre de 3, avec un minimum d'environ 2.
Les quantités minoritaires d'autres composés organiques, à l'origine de caractéristiques organoleptiques spécifiques, dépendent de la nature de la solution initiale ainsi que du mode d'élaboration et d'un éventuel élevage sous bois : acide gallique, 4-hydroxybenzaldéhyde, catéchine, acide vanillique, acide caféique, acide syringique, vanilline, syringaldéhyde, acides coumariques (paracoumarique, orthocoumarique et métacoumarique), méthoxybenzaldéhyde, acide sinapique, salicylaldéhyde, scopolétol, vératraldéhyde,, etc.
Le vinaigre blanc ménager peut être à 8 %, 10 % ou 12 % d'acide acétique.

### Élaboration traditionnelle du vinaigre de vin
Pour l'élaboration traditionnelle du vinaigre de vin selon la méthode dite d'Orléans, la fermentation acétique se développe naturellement en fût de chêne non ouillé dans un chai aéré. À l'issue de trois semaines d'acescence, la moitié du fût originel est reversée dans un autre plus petit, le fût originel étant complété et ainsi de suite durant un élevage minimum d'un an concentrant le vinaigre et développant ses caractéristiques organoleptiques, à l'instar de la solera (aussi appliquée pour le vinaigre balsamique).
Les espèces de bactéries acétiques intervenant dans le processus d'acescence traditionnel sont principalement : Acetobacter aceti, Gluconobacter oxydans, Acetobacter orleanensis, Acetobacter œni et Gluconoacetobacter europaeus dont la tolérance à l'éthanol et à l'acide acétique est la plus forte.
Le vinaigre de vin contient notamment de l'acétylméthylcarbinol (acétoïne) formé au cours de la fermentation alcoolique. Il est présent dans les vins à des doses moyennes de 10 mg/l et variant de 2 à 18 mg/l. En fait, il provient de l’oxydation enzymatique du butane-2,3-diol.

### Élaboration traditionnelle du vinaigre d'alcool

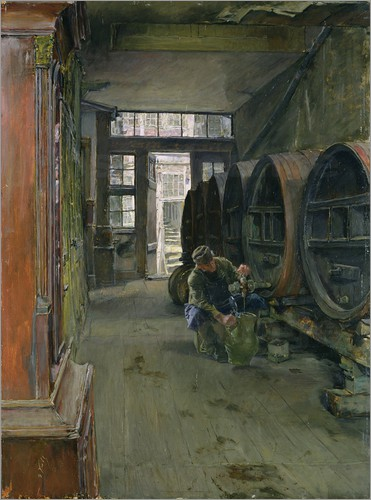
Élaboration de vinaigre d’alcool à Hambourg (d'après Gotthardt Kuehl)

Selon la méthode dite allemande, le vinaigrier déverse de l'alcool éthylique sur des copeaux de hêtre hébergeant une colonie de bactéries acétiques, après les avoir placés dans un tonneau exposé à une circulation d'air de bas en haut. L'ensemencement en bactéries est assuré par la mouche du vinaigre.

### Kombucha
La kombucha est un breuvage alcoolisé originaire de Mongolie, issu d'une solution aqueuse de glucides. Elle résulte d'une fermentation acétique suivie d'une fermentation alcoolique.
Une infusion sucrée, généralement de divers thés au miel, subit une fermentation acétique dans un vinaigrier. Cette fermentation se manifeste en particulier par le développement d'un biofilm symbiotique de levures (Schizosaccharomyces pombe, Brettanomyces bruxellensis, Torulaspora delbrueckii…) et de bactéries acétiques (principalement Gluconoacetobacter kombuchæ) : la « mère de kombucha » ou le « champignon de thé ». L'aspect de ce biofilm, dont la matrice est principalement composée de cellulose, ressemble à celui d'une mère de vinaigre et sa viscosité à celle d'algues laminaires du type biologique transversal des konbus… Cette première fermentation résultant des bactéries acétiques est suivie d'une fermentation alcoolique résultant des levures, cette dernière se déroulant en bouteille de verre empêchant toute corrosion par l'acide acétique produit lors du processus d'acescence.

### Degré d'acidité d'un vinaigre
Le vinaigre étant une solution d'acide acétique dans l'eau, le degré d'acidité représente le pourcentage massique d'acide contenu dans la solution.

### Pasteurisation
La stabilisation d'un vinaigre s'obtient par pasteurisation à une température comprise entre 60°C (permettant de détruire les bactéries Acetobacter) et 71°C (au delà de laquelle l'acide acétique s'évapore).

## Vinaigres

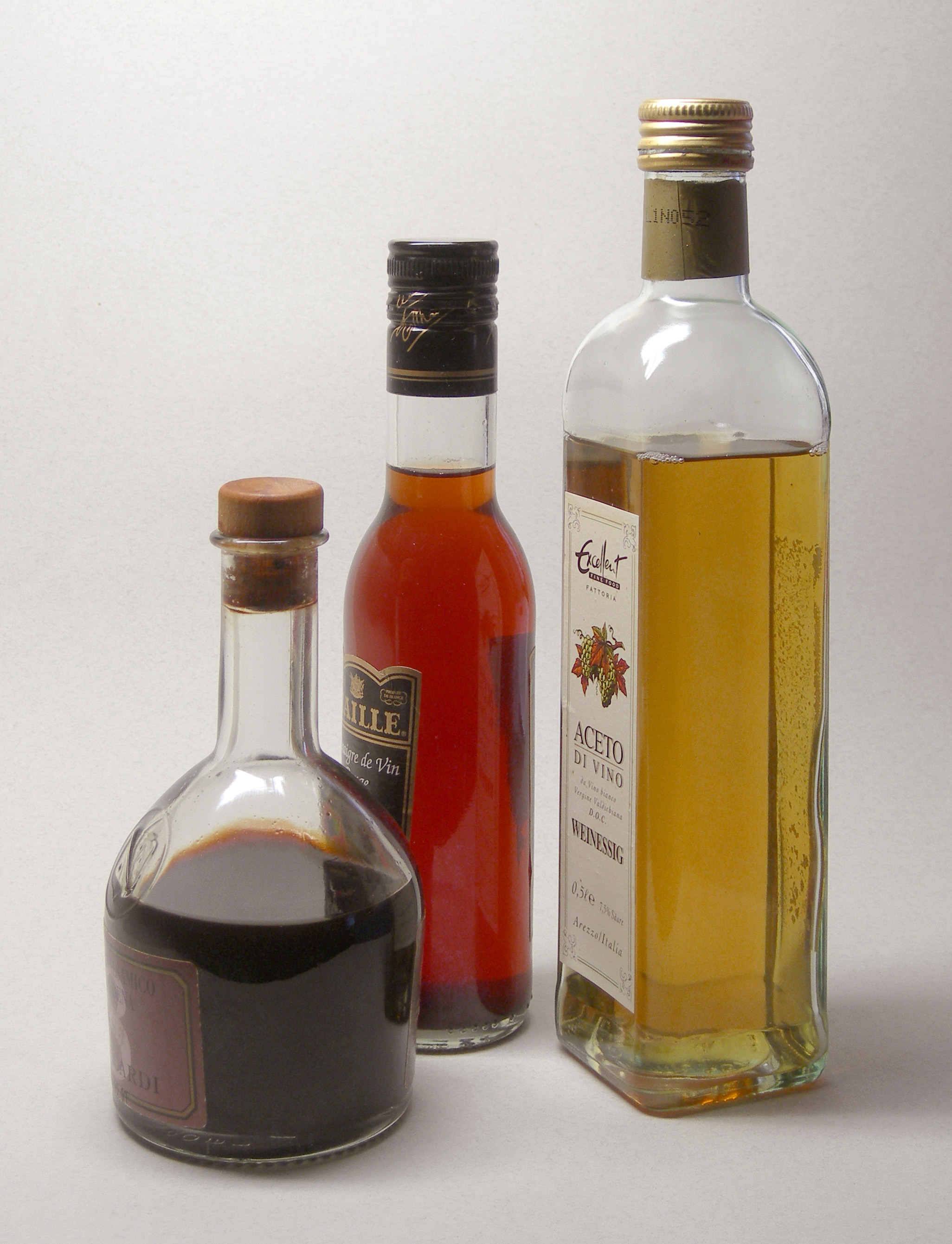
Vinaigre balsamique, vinaigre de vin rouge et vinaigre de vin blanc.

### Vinaigre blanc
Le vinaigre blanc (aussi appelé vinaigre d'alcool, vinaigre cristal, voire vinaigre d'éthanol) est un liquide incolore composé d'eau et d'acide acétique. Le pourcentage (souvent de 8 à 10 %) indique le taux d'acidité et non le degré d'alcool. Il résulte de l'acescence d'une solution aqueuse de mélasse voire de sucre de betteraves, ayant subi une fermentation alcoolique, voire d'eau-de-vie. Généralement commercialisé étendu d'eau, et plus rarement déshydraté en cristaux, il est utilisé comme conservateur alimentaire pour les conserves, ou comme produit ménager en tant que détachant, détartrant, désinfectant ou assouplissant préservant l'environnement.

### Vinaigres de raisin

#### Vinaigre de vin
Vers le début du XXe siècle en France, il a été décrété que le vinaigre de vin devait avoir un taux d'acide acétique supérieur à 6°. Les vinaigres aigres-doux qui étaient très courants ont donc été longtemps interdits à la vente sous l’appellation « vinaigre », et étaient vendus comme condiments, excepté en Alsace et en Moselle, en raison d'« habitudes locales historiques » entérinées par le droit local d'Alsace-Moselle.
En 2005, cette obligation a été amendée, cet « arrangement » fut formalisé par le décret no 2005-553 modifiant le décret no 88-1207 et mit fin à toute polémique. Depuis, le droit français impose une teneur acétique minimale de 6 grammes d'acide acétique pour 100 millilitres pour avoir droit à la dénomination « vinaigre de vin ».
Le vinaigre de vin est principalement consommé comme condiment, tel quel (aromatisé ou non) ainsi que dans certaines marinades et sauces : vinaigrette, mayonnaise, moutarde, escabèche, sauce poivrade, sauce gribiche, sauce ravigote, sauce grand veneur, beurre noir, sauce mignonnette, sauce Robert, sauce poulette, sauce lyonnaise, pissalat, balandra, salmorejo, sauce verte de Chausey, sauce Duchambais, saupiquet, guasacaca, sauce pour des calçots, sauce à la pauvre homme, etc. Comme conservateur alimentaire, le vinaigre d'alcool plus neutre lui est en général préféré.
Quelques vinaigres de vin sont élevés sous bois, notamment les suivants : vinaigre d'Orléans, vinaigre de Reims, vinaigre de Xérès, vinaigre de Bordeaux, vinaigre de Porto, vinaigre de Beaune, vinaigre de Banyuls, vinaigre de « vin cuit », vinaigre de vino cotto, etc.

#### Vinaigre balsamique et similaires
Le vinaigre balsamique traditionnel est un vinaigre de vincotto concentré : un moût de raisins cuit ayant subi une fermentation alcoolo-acétique et une concentration par élevage en fûts de bois, avec un taux minimal d'acide acétique de seulement 4,5 % (pour celui de Modène). Au sens strict, ce n'est donc pas un vinaigre de vin. De saveur aigre-douce, il est strictement utilisé comme condiment (notamment avec certains fromages et desserts). Le vinaigre balsamique traditionnel est originaire des provinces italiennes de Modène et de Reggio d'Émilie. Le vinaigre balsamique générique (le plus répandu) est quant à lui issu d'un mélange de vinaigre et de moût de raisin concentré. Les homologues du vinaigre balsamique sont le vinaigre d'arrope en Espagne et le vinaigre de pekmez en Turquie.

### Autres vinaigres de fruits
- vinaigres de fruits de maloïdés (piridions) : vinaigre de cidre, de poiré, de coings, etc.
- vinaigres de fruits rouges
- vinaigres de fruits subtropicaux (outre ceux de raisin) : vinaigre de tomates séchées, de dattes, de figues, de figues de Barbarie, de grenades, de kiwis, de kakis, d'oranges calamondines, de jujubes, de gojis, etc.
- vinaigres de fruits tropicaux : vinaigre de bananes, d'ananas, de fruits de la passion, de corossols, de papayes, de mangues, de kumquats, de litchis, de longanes, de mangoustans, de prunes de Cythère, de tomates en arbre, de nata de coco, de jamelons[note 2], etc.

### Autres vinaigres
- vinaigres de grains de céréales : vinaigres de bières (dont le saké), de sirop d'orge maltée (dit vinaigre de malt notamment dans la sauce Worcestershire), de riz (différent de celui de saké), de larmille, de millet, de sorgo, etc.
- vinaigres de sève ou de miel : vinaigre d'hydromel et melfor ; vinaigre de vesou et de sirop de batterie, de sirop d'érable, de vin de palme, de sirop de palmier, de sirop d'agave, de sirop de sorgo, etc.
- vinaigres de tubercules : vinaigre de gingembre, de curcuma, etc.
- vinaigres de gousses : vinaigre de mélasse de caroube, de vanille, d'algarrobina, etc.
- vinaigre à partir du lait :
  - le vinaigre de lait (fait à partir du lait)[17],[18],[19],[20]
  - le vinaigre de petit-lait (fait à partir du lactosérum)[21],[20]. Le vinaigre de petit-lait serait une spécialité hélvétique. Il est appelé vinaigre car il y a une prédominance de l'acide acétique sur l'acide lactique[22]. Le vinaigre de petit-lait est fabriqué avec du petit-lait transformé en liqueur[23].

## Contamination fréquente par le plomb de certains vinaigres
Dans plusieurs pays et continents, des analyses ont montré que de nombreux vinaigres (balsamiques et longuement vieillis notamment), mis sur le marché, contenaient des taux excessifs de plomb (métal toxique, responsable du saturnisme).
Au début des années 2010 ces teneurs dépassaient très souvent les seuils légaux (ex : 70 % de 58 marques de 'vinaigres balsamiques' contenaient plus de 34 μg/L de plomb, maximum autorisé en Californie pour le plomb).
Ceux des vinaigres balsamiques qui avaient le plus vieilli contenaient 112 ± 112 μg/L de plomb alors que les vinaigres non vieillis en contenaient 41,6 ± 28,9 μg/L. À titre de comparaison, 10 µg/L est en France le seuil à ne pas dépasser dans l'eau du robinet « depuis le 25 décembre 2013, conformément à la valeur guide recommandée par l'Organisation mondiale de la santé ».
L'analyse de l'empreinte isotopique de ce plomb montre qu'il ne provient pas ou peu du sol ou du sous-sol où la vigne a été cultivée ; il proviendrait donc des matériaux utilisés au contact du raisin récolté, du moût, du vin ou du vinaigre entre le moment de la récolte et la vente au consommateur.

## Utilisation culinaire du vinaigre
Le vinaigre est principalement consommé comme condiment, tel quel (aromatisé ou non) ainsi que dans certaines marinades et sauces : vinaigrette, mayonnaise, moutarde, escabèche, sauce poivrade, sauce gribiche, sauce ravigote, sauce grand veneur, beurre noir, sauce mignonnette, sauce Robert, sauce aigre-douce, sauce poulette, sauce lyonnaise, pissalat, balandra, salmorejo, sauce verte de Chausey, sauce Duchambais, saupiquet, guasacaca, sauce barbecue, sauce tartare, sauce pour des calçots, sauce à la pauvre homme, skordaliá, clamato, sauce Worcestershire, sauce à la menthe, ketchup, sauce chili, piccalilli, chutney, hrenovina, achards, sauce hoisin, ponzu namul, sauce chien, sauce sriracha, charmoula, asinan, tzatzíki, sauce duck, sauce tare, aemono, xató, nam chim, kimizu, sauce aux prunes, bumbu… Chaque type de vinaigre répond à une association culinaire spécifique selon sa typologie organoleptique.
Le trempage durant 10 minutes de fruits et certains légumes mangés crus dans une solution à 3 % de vinaigre (ex. : cacahuète, radis, goyave achetés sur le marché local de Pulivendula) diminue la charge microbienne sur leur surface,.

## Utilisation du vinaigre ménager
Le vinaigre ménager est connu sous le terme de vinaigre blanc, vinaigre cristal ou vinaigre d'alcool. Un vinaigre ménager d'une acidité totale de 14 % (14 grammes d'acide acétique par 100 ml) peut avoir un pH de 2,15. Deux tiers des Français ont acheté du vinaigre blanc en 2016. En France, les ventes de vinaigre blanc concernent 38 000 tonnes de produit et représentent un chiffre d'affaires de 27 millions d'euros en 2015, selon l’institut IRI.
D'après le Règlement européen no 2015/1108 du 8 juillet 2015, le vinaigre peut être utilisé dans la protection phytosanitaire, lorsqu'il est mélangé à de l'eau et qu'il contient moins de 10 % d'acide. C'est-à-dire qu'il peut être utilisé comme produit de base (préparation naturelle non préoccupante) pour traiter des semences ou des légumes.
Le vinaigre ne contient pas de tensioactif. En d'autres termes, ce n'est pas un détergent et il n'est pas capable de lier la graisse à l'eau, comme le fait le savon.
Le vinaigre d'alcool ou vinaigre blanc a une efficacité antimicrobienne limitée et à spectre étroit et n'a en particulier pas d'effet contre les virus. Il est cependant plus efficace que le bicarbonate de sodium sur les bactéries à Gram négatif comme Shigella sonnei, Salmonella spp., Escherichia coli, Pseudomonas aeruginosa ou Yersinia enterocolitica. Mais pour certains auteurs, le vinaigre comme le jus de citron "semblent présenter une efficacité suffisante pour avoir un usage domestique".
Par son acidité, le vinaigre est un excellent détartrant. Il est à exclure cependant pour les pierres calcaires (joints de carrelage, évier en pierre, dalles en pierre, marbre) car l'acide dissout le calcaire. À ce titre, il convient également pour nettoyer les traces de calcaire laissées par l'eau de rinçage sur toute surface, nettoyer les vitres et miroirs, détartrer les cafetières, carafes ou bouilloires et assouplir le linge lavé en machine ou à la main en remplacement de l'adoucissant industriel.

## Spécificités et marchés locaux
Pour ce qui concerne l'alimentaire, les marchés ne sont pas les mêmes sur tous les continents.
Le marché européen est celui où se trouvent des vinaigres traditionnels appréciés.
L'Amérique du Nord est le deuxième marché après l'Europe, avec un commerce total combiné de 147,5 millions de dollars canadiens en 2009.
En Asie et dans la région Pacifique, le vinaigre de riz est apprécié depuis quelque temps. Le Japon produit du vinaigre Moromi. Le Japon est le plus grand marché d'Asie, avec 26,2 millions de dollars canadiens en 2009.
L'Amérique latine utilise des vinaigres infusés d’herbes et aromatisés aux fruits. Le Brésil en importe et exporte au total 3,5 millions de dollars canadiens en 2009.
Au Moyen-Orient et en Afrique, les vinaigres de bleuet et de datte sont appréciés.

## Péremption
Le vinaigre blanc ne se périme pas.